# Хюлет, Даниель
Даниель Хюлет (фр. Daniel Hulet; 25 августа 1945, Эттербек — 9 сентября 2011, Остенде) — известный во Франции и Бельгии художник графических новелл. Родился в 1945 году в коммуне Эттербек, входящей в Брюссельский столичный регион. Основатель довольно специфического направления в комиксах или график-новеллах, очень похожего на «Хоррор-сити». В своем творчестве часто обращается к западноевропейской мистике и фольклору. Его альбомы отличает изысканность стиля, нагнетание атмосферы. Иллюстрировал бодлеровские «Цветы зла».
Во Франции считается одним из лидеров направления «взрослого комикса». В октябре 1987 года, после публикации в издательстве «Glénat» альбома «État Morbide» стал известен уже далеко за пределами своей страны.

## Альбомы комиксов
- Серия Pharaon
  - Des ombres sur le sable
  - Dossiers Anti
  - Le cerveau de glace
  - Le Géant englouti
  - Les feux de la mer
  - Philtre pour l’enfer
- Серия Immondys
  - Le Casse-tête
  - Le côté lunaire
  - Le puzzle
- Серия Extra-Muros
  - La griffe du diable
  - L’apprenti sorcier
  - Le bal des gargouilles
- Benjamin (1ère partie) — Les Fleury-Nadal — Le Décalogue